# Stephanus Lapicidus
Stephanus Lapicidus (Duits: Stephan Steymetz) was als middeleeuws bouwmeester en beeldhouwer, actief in het koninkrijk Hongarije van de 15e eeuw.

## Biografie
Stephanus Lapicidus (ook genoemd: Maister Steffen Staimecz werkmaister zu Khassaw) leefde en werkte in Hongarije. Mogelijk was hij van Duitse afkomst. Vanaf de 13e eeuw was immers een Duitstalige kolonie geïmmigreerd in Opper-Hongarije en misschien was hij daarvan een nakomeling.
Lapicidus had omwille van zijn bekwaamheid, het voorrecht als beschermeling van koning Matthias Corvinus door het leven te gaan.

## Oeuvre
Van 1464 tot 1490 was Stephanus Lapicidus bouwmeester van de Sint-Elisabethkathedraal in Košice.
Hij had in die stad een atelier met ambachtslui die voor hem werkten.
Benevens zijn werk in Košice had hij in 1464-1465 ook een bouwopdracht voor de Sint-Egidiuskerk in Bardejov.

## Illustraties

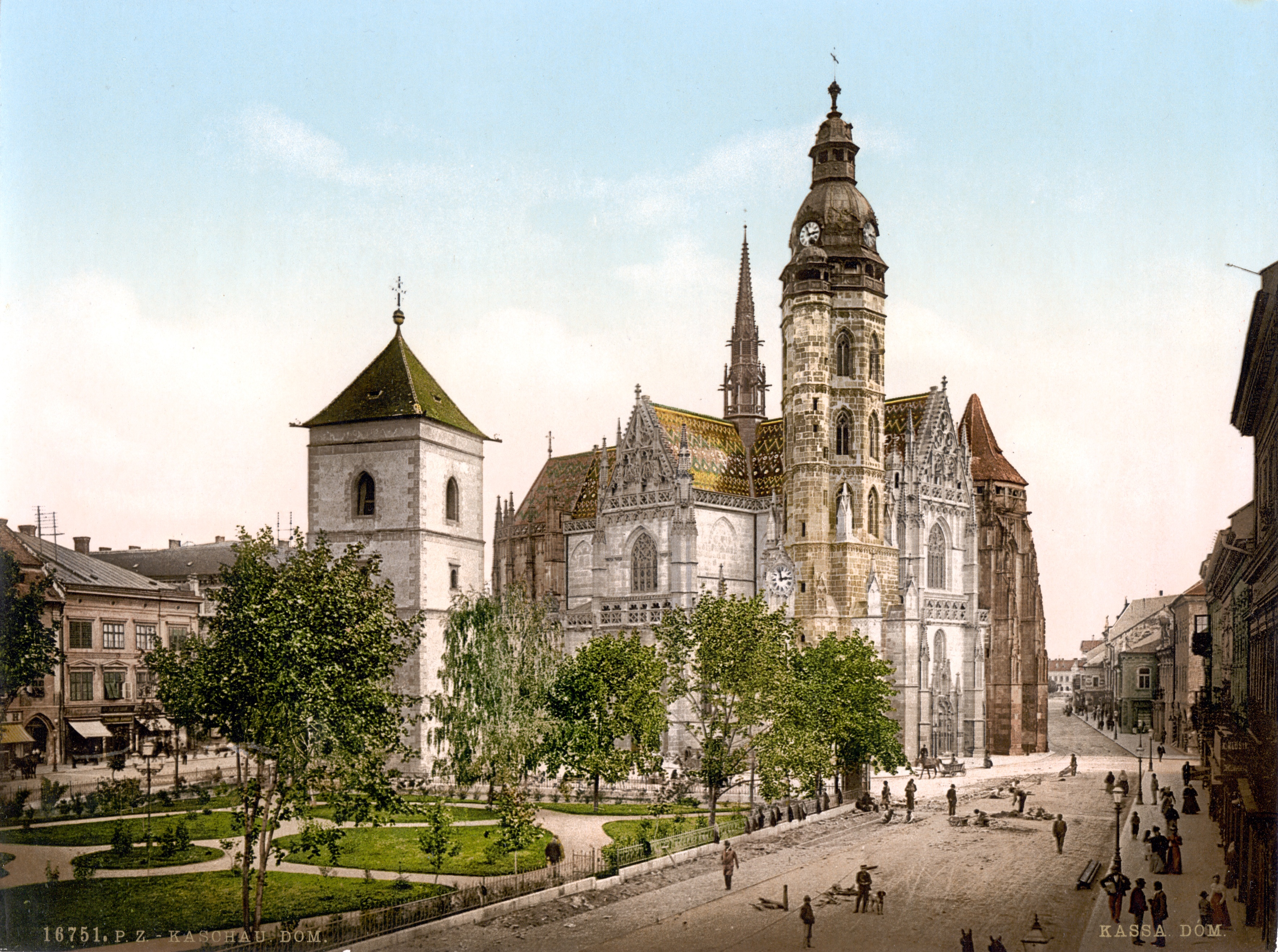
Sint-Elisabethkathedraal in Košice omstreeks 1900.
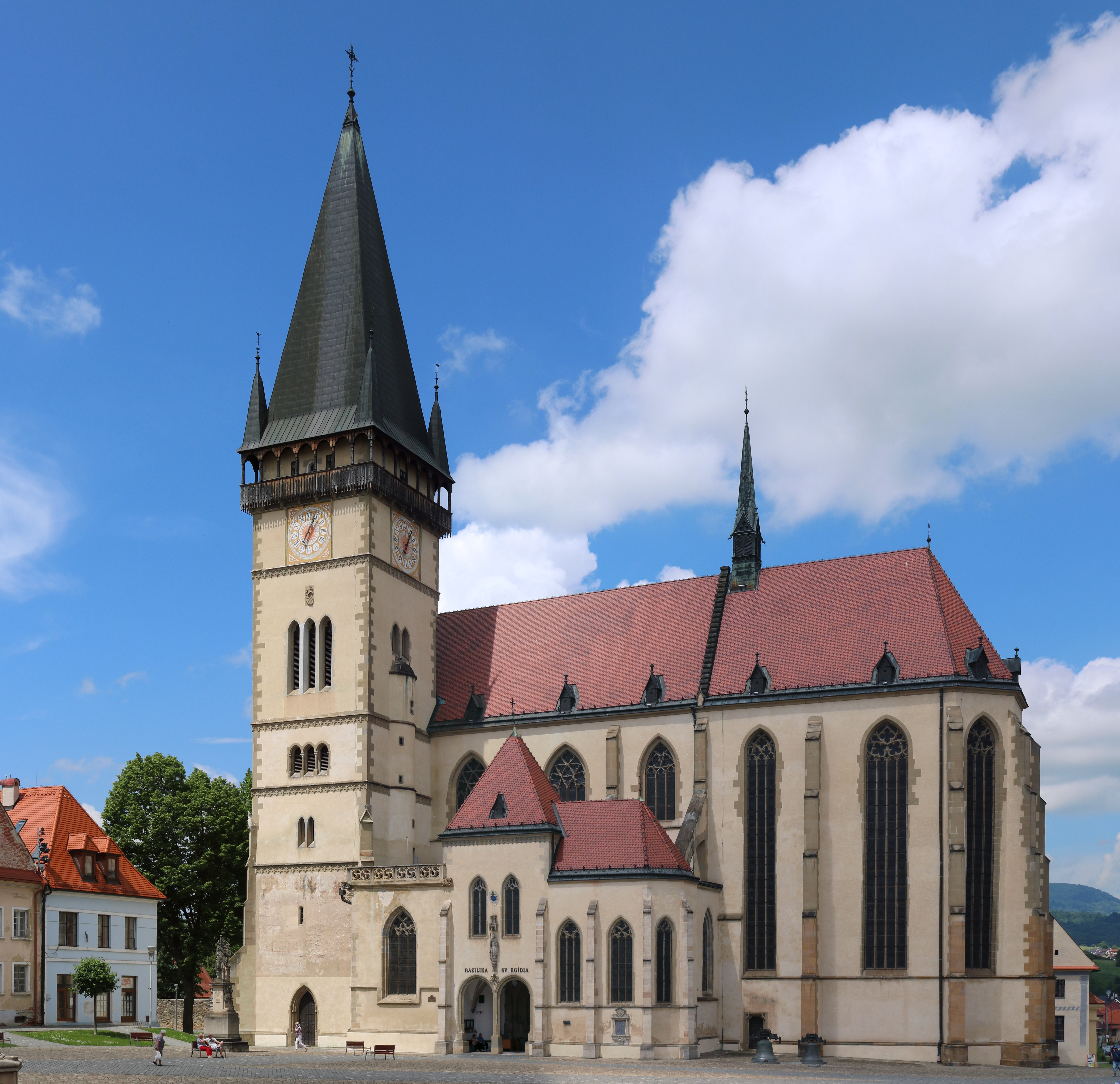
Sint-Egidiuskerk in Bardejov.